# Olof Rhodin
Per Olof Rhodin, född 31 augusti 1948 i Stockholm, är en svensk filmare, manusförfattare, regissör, skådespelare och fotograf.
Rhodin började som filmklippare på SVT. Han har arbetat med diverse olika radioprogram. Sedan 1976 arbetar han som frifilmare. 
Olof Rhodin har också arbetat som regi/dramalärare på EFAS (Europeian Film Actor School) i Zürich. Sedan början av 1990-talet har han arbetat som grafiker och scenograf, tillsammans med Systrarna Lockwall Musikteater. 
8 mars 2019 debuterade Olof Rhodin som poet och ställde ut dikter på kostgalleriet Erik Axl Sund, i Stockholm. I samband med utställningen hade han också bokrelease på sin första diktsamling "Fragment ur en sprucken strupe". Olof Rhodin blev inbjuden att ställa ut fotografier på PLANKET, den 18 augusti 2019. Planket är Sveriges största fotoutställning.

## Filmografi roller
- 2023 - App App App (film/serie)
- 2018 - The Real Estate/ Toppen av Ingenting (film)
- 1997 - En liten julsaga (film)
- 1997 - Evil Ed (film)
- 1991 - Underjordens hemlighet (film)
- 1988 - Missilen (tv-film)
- 1986 - Bödeln och skökan (film)

### Regi i urval
- 1976 - Karl Lindström, skomakare
- 1979 - Spinn, spinn
- 1984 - Det var en såndan dag..
- 1987 - Låt änglarna rida i pausen
- 1993 - Herr O. Nidors irrgångar

## Författare
Fragment ur en sprucken strupe (Diktsamling och noveller. 2019)